# Homaloptera orthogoniata
O cobitídeo-comum (Homaloptera orthogoniata) é uma espécie de peixe actinopterígieo do gênero Homaloptera.
Vive na Ásia, desde a Tailândia e o Laos até à Indonésia, em ribeiros de floresta com águas escuras, geralmente com alguma corrente e detritos de madeira.
Os machos podem atingir 13 centímetros de comprimento.